# Escharina waiparaensis
Escharina waiparaensis is een mosdiertjessoort uit de familie van de Escharinidae. De wetenschappelijke naam van de soort is voor het eerst geldig gepubliceerd in 1952 door Brown.